# Campeonato Sul-Americano de Atletismo de 1941
O Campeonato Sul-Americano de Atletismo de 1941 foi organizado pela CONSUDATLE entre os dias 26 de abril a 4 de maio na cidade de Buenos Aires, na Argentina. Foram disputadas 33 provas, sendo 24 masculino e 9 feminino. Teve como destaque a Argentina com 33 medalhas, sendo 12 de ouro. 

## Medalhistas

### Masculino
| Evento                    | Ouro                        | Ouro    | Prata                        | Prata   | Bronze                      | Bronze  |
| ------------------------- | --------------------------- | ------- | ---------------------------- | ------- | --------------------------- | ------- |
| 100 metros                | José de Assis · Brasil      | 10.8    | José Ferraz · Brasil         | 10.9    | Roberto Valenzuela · Chile  | 11.1    |
| 200 metros                | José de Assis · Brasil      | 21.4 =  | Luis Venini · Argentina      | 21.8    | Roberto Valenzuela · Chile  | 22.4    |
| 400 metros                | Rosalvo Ramos · Brasil      | 50.2    | Agenor da Silva · Brasil     | 50.3    | Antonio Cuba · Peru         | 50.4    |
| 800 metros                | Guillermo García · Chile    | 1:54.2  | Isidoro Ferrere · Argentina  | 1:55.7  | Roberto Yokota · Chile      | 1:55.7  |
| 1 500 metros              | Guillermo García · Chile    | 3:58.7  | Isidoro Ferrere · Argentina  | 4:02.2  | Arturo Torres · Chile       | 4:03.1  |
| 3 000 metros              | Raúl Ibarra · Argentina     | 8:39.4  | Arturo Torres · Chile        | 8:47.6  | Delfo Cabrera · Argentina   | 8:48.0  |
| 3 000 metros por equipe   | Argentina                   | 10      | Chile                        | 14      | Brasil                      | 26      |
| 5 000 metros              | Raúl Ibarra · Argentina     | 14:57.2 | Reinaldo Gorno · Argentina   | 15:12.1 | Raúl Inostroza · Chile      | 15:13.3 |
| 10 000 metros             | Raúl Ibarra · Argentina     | 30:45.0 | Reinaldo Gorno · Argentina   | 31:39.6 | René Millas · Chile         | 31:41.8 |
| Marcha atlética 20 milhas | Tomás Palomeque · Argentina | 2:03:16 | Saturnino Cuello · Argentina | 2:03:22 | Eusebio Guiñez · Argentina  | 2:03:42 |
| 110 metros barreiras      | Mário da Cunha · Brasil     | 15.1    | Hélio Pereira · Brasil       | 15.2    | Julio Jaime · Uruguai       | 15.5    |
| 400 metros barreiras      | Alfonso Hoelzel · Chile     | 56.4    | Alfonso Rozas · Chile        | 56.9    | Sylvio Padilha · Brasil     | 57.0    |
| 4×100 metros estafetas    | Brasil                      | 42.3    | Chile                        | 42.7    | Argentina                   | 43.4    |
| 4×400 metros estafetas    | Chile                       | 3:21.9  | Argentina                    | 3:22.3  | Uruguai                     | 3:27.8  |
| Salto em altura           | Guido Hanning · Chile       | 1.94    | Alfredo Mendes · Brasil      | 1.85    | Faustino Poyo · Argentina   | 1.85    |
| Salto à vara              | Lúcio de Castro · Brasil    | 4.00    | Icaro Mello · Brasil         | 4.00    | Erwin Reimer · Chile        | 3.70    |
| Salto em comprimento      | Guillermo Dyer · Peru       | 7.20    | Ernesto Juárez · Argentina   | 7.05    | Mario Quesada · Argentina   | 6.94    |
| Salto triplo              | Carlos Pinto · Brasil       | 15.10   | Néstor Tenorio · Argentina   | 14.90   | Jorge Richard · Brasil      | 14.59   |
| Arremesso de peso         | Ricardo Nitz · Brasil       | 14.62   | Carmine Di Giorgio · Brasil  | 13.71   | Antônio Lyra · Brasil       | 13.51   |
| Lançamento de disco       | Manuel Consiglieri · Peru   | 46.40   | Karsten Brödersen · Chile    | 45.05   | Bento Barros · Brasil       | 45.02   |
| Lançamento do martelo     | Assis Naban · Brasil        | 49.71   | Juan Fusé · Argentina        | 48.98   | Federico Kleger · Argentina | 46.60   |
| Lançamento do dardo       | Egon Falkenberg · Brasil    | 59.42   | Alberto Becher · Argentina   | 59.05   | Efraín Santibáñez · Chile   | 56.37   |
| Decatlo                   | Emilio Rüegg · Brasil       | 6411    | Juan Colín · Chile           | 6315    | Karsten Brödersen · Chile   | 6037    |
| Corta-Mato                | Raúl Ibarra · Argentina     | 36:11.0 | Raúl Inostroza · Venezuela   | 37:18.0 | René Aldana · Chile         | 37:27.4 |

### Feminino
| Evento                  | Ouro                        | Ouro  | Prata                       | Prata | Bronze                                                                             | Bronze |
| ----------------------- | --------------------------- | ----- | --------------------------- | ----- | ---------------------------------------------------------------------------------- | ------ |
| 100 metros              | Lelia Spuhr · Argentina     | 13.1  | María Malvicini · Argentina | 13.3  | Crista Jane Giese · Brasil                                                         | 13.3   |
| 200 metros              | Lelia Spuhr · Argentina     | 26.0  | Elizabeth Müller · Brasil   | 26.4  | Julia Yáñez · Peru                                                                 | 27.6   |
| 80 metros com barreiras | Crista Jane Giese · Brasil  | 12.4  | Betty Morales · Chile       | 12.5  | Ursula Hennel · Brasil                                                             | 13.0   |
| 4×100 metros estafetas  | Argentina                   | 51.2  | Chile                       | 51.8  | Brasil                                                                             | 52.6   |
| Salto em altura         | Lelia Spuhr · Argentina     | 1.55  | Ilse Barends · Chile        | 1.50  | Crista Jane Giese · Brasil Instrud Kastdorff · Uruguai Noemi Simonetto · Argentina | 1.45   |
| Salto em comprimento    | Instrud Kastdorff · Uruguai | 5.12  | Ilse Barends · Chile        | 5.03  | Noemí Simonetto · Argentina                                                        | 4.96   |
| Arremesso de peso       | Ingeborg Mello · Argentina  | 11.81 | Edith Klempau · Chile       | 10.74 | Julia Iriarte · Bolívia                                                            | 10.45  |
| Lançamento de disco     | Christel Balde · Chile      | 35.59 | María Boecke · Chile        | 35.04 | Ingeborg Mello · Argentina                                                         | 33.80  |
| Lançamento do dardo     | Ruth Caro · Argentina       | 36.87 | Ursula Holle · Chile        | 36.68 | Olga Merino · Chile                                                                | 34.63  |

## Quadro de medalhas
| Ordem | País      | Medalha de ouro | Medalha de prata | Medalha de bronze | Total |
| ----- | --------- | --------------- | ---------------- | ----------------- | ----- |
| 1     | Argentina | 12              | 12               | 9                 | 33    |
| 2     | Brasil    | 12              | 7                | 9                 | 28    |
| 3     | Chile     | 6               | 13               | 11                | 30    |
| 4     | Peru      | 2               | 0                | 2                 | 4     |
| 5     | Uruguai   | 1               | 0                | 3                 | 4     |
| 6     | Venezuela | 0               | 1                | 0                 | 1     |
| 7     | Bolívia   | 0               | 0                | 1                 | 1     |

Legenda
| Recorde mundial       | Recorde mundial (World record)               |                       | Recorde africano                      | Recorde africano (African) |                                           | Q | Classificado por posição (Qualified) |
| Recorde do campeonato | Recorde do campeonato (Championship record)  | Recorde da América    | Recorde da América (Americas)         | q                          | Classificado por melhor tempo (Qualified) |   |                                      |
| Melhor marca do ano   | Melhor marca do ano (World leading)          | Recorde asiático      | Recorde asiático (Asian)              | DNS                        | Não largou (Did not start)                |   |                                      |
| Recorde nacional      | Recorde nacional (National record)           | Recorde europeu       | Recorde europeu (European)            | DNF                        | Não terminou (Did not finish)             |   |                                      |
| Recorde pessoal       | Recorde pessoal do atleta (Personal best)    | Recorde da Oceania    | Recorde da Oceania (Oceania)          | DSQ / DQ                   | Desclassificado (Disqualified)            |   |                                      |
| Recorde da temporada  | Recorde da temporada do atleta (Season best) | Recorde sul-americano | Recorde sul-americano (South America) | NM                         | Sem marca (No mark)                       |   |                                      |